# 高橋鍵彌
高橋 鍵彌（たかはし けんや、1936年 -）は、日本の教育者。江戸川学園取手中学校・高等学校の元校長。学校長として「心の教育」を実践した。現在は40余年の教育経験を生かし「心の教育」と「IT教育」に重点をおいたNPO法人ネットワーク教育機構（NEO）を創立。寺子屋教育の実践活動を通じて「平成の松下村塾」を目指し、30年後の日本や世界のために役立つ人材を育てていこうとしている。

## 「彌」と「弥」
旧字の「彌」ではなく新字の「弥」が使われる場合がある。

## 略歴
- 1936年　新潟県村上市生まれ
- 1959年　都内女子校に英語教師として着任
- 1978年　江戸川学園取手高等学校を開校。副校長に就任。
- 1987年　同校中学校開設
- 1988年　同校校長に就任。「人格を磨けば学力は伸びる」の教育理念のもと独自の道徳教育を実践

## エピソード
- 後に撤去されたが自分の功績を讃える銅像を高校敷地内に設置した

## 著書
- 『江戸取流「学力革命」―人格を磨けば学力は伸びる』サンマーク出版2003
- 『12歳からの人づくり―『論語』で伸ばす学力と徳力』致知出版社2006